# موکسوفو
موکسوفو (به ایتالیایی: Moscufo) یک کومونه در ایتالیا است که در استان پسکارا واقع شده‌است. موکسوفو ۲۰ کیلومتر مربع مساحت و ۳٬۲۴۱ نفر جمعیت دارد و ۲۴۶ متر بالاتر از سطح دریا واقع شده‌است.

## خواهرخوانده
شهر Mława خواهرخواندهٔ موکسوفو هست.